# Confédération africaine de cyclisme
La Confédération africaine de cyclisme (en abrégé CAC) est l'une des cinq confédérations continentales membres de l'Union cycliste internationale. Elle est l'organisme dirigeant du cyclisme en Afrique. Elle regroupe les fédérations nationales de 52 pays et organise les championnats d'Afrique des différentes disciplines cyclistes. Le siège est identique au siège de la Fédération égyptienne du cyclisme et est situé au Caire. La Confédération africaine de cyclisme est fondée en janvier 1973 lors des deuxièmes Jeux africains, organisés à Lagos dans l'ancienne capitale du Nigeria.
L'une des tâches principales de l'association est l'organisation des championnats continentaux dans les différentes disciplines du cyclisme. Les championnats d'Afrique de cyclisme sur route se déroulent depuis 2005, les championnats d'Afrique de VTT depuis 2007, les championnats d'Afrique de BMX depuis 2014 et les championnats d'Afrique de cyclisme sur piste depuis 2015.
En mars 2019, la CAC connait une première historique : sa neuvième assemblée générale se tient à Rome conjointement à la 32e assemblée générale de l'Union européenne de cyclisme (UEC). 44 représentants de 50 fédérations européennes et 37 des 52 fédérations africaines participent au congrès. L'objectif est, également pour des raisons géographiques, de renforcer la coopération entre les associations à l'avenir. Les délégués ont été reçus par le pape François.

## Fédération
| Pays                | Fédération                               |
| ------------------- | ---------------------------------------- |
| Algérie             | Fédération algérienne de cyclisme        |
| Angola              | Fédération cycliste de l'Angola          |
| Burundi             | Fédération burundaise de cyclisme        |
| Bénin               | Fédération béninoise de cyclisme         |
| Burkina Faso        | Fédération burkinabée de cyclisme        |
| République du Congo | Fédération congolaise de cyclisme        |
| Côte d'Ivoire       | Fédération ivoirienne de cyclisme        |
| Cameroun            | Fédération camerounaise de cyclisme      |
| Comores             | Fédération comorienne de cyclisme        |
| Cap-Vert            | Fédération Cabo-Verdiana de Ciclismo     |
| Égypte              | Egyptian Cycling Federation              |
| Érythrée            | Eritrean National Cycling Federation     |
| Éthiopie            | National Ethiopian Cycling Federation    |
| Gabon               | Fédération gabonaise de cyclisme         |
| Guinée              | Fédération guinéenne de cyclisme         |
| Kenya               | Kenya Amateur Cycling Association        |
| Libye               | Fédération libyenne de cyclisme          |
| Lesotho             | Lesotho Cycling Association (Federation) |
| Madagascar          | Fédération malgache de cyclisme          |
| Malawi              | Cycling Association of Malawi            |
| Mali                | Fédération malienne de cyclisme          |
| Maurice             | Fédération mauricienne de cyclisme       |
| Maroc               | Fédération royale marocaine de cyclisme  |
| Namibie             | Namibian Cycling Federation              |
| Nigeria             | Cycling Federation of Nigeria            |
| Niger               | Fédération nigérienne de cyclisme        |
| Rwanda              | Fédération rwandaise de cyclisme         |
| Sénégal             | Fédération sénégalaise de cyclisme       |
| Seychelles          | Seychelles Cycling Association           |
| Somalie             | Somali Cycling Federation                |
| Afrique du Sud      | Fédération sud-africaine de cyclisme     |
| Soudan              | Fédération soudanaise de cyclisme        |
| Togo                | Fédération togolaise de cyclisme         |
| Tunisie             | Fédération tunisienne de cyclisme        |
| Ouganda             | Fédération ougandaise de cyclisme        |
| Zambie              | Fédération zambienne de cyclisme         |
| Zimbabwe            | Fédération zimbabwéenne de cyclisme      |